# Höchenberg
Höchenberg är ett berg i Österrike.   Det ligger i distriktet Innsbruck-Land och förbundslandet Tyrolen, i den västra delen av landet, 400 km väster om huvudstaden Wien. Toppen på Höchenberg är 1 912 meter över havet.
Terrängen runt Höchenberg är huvudsakligen bergig, men åt sydost är den kuperad. Runt Höchenberg är det ganska tätbefolkat, med 185 invånare per kvadratkilometer.. Närmaste större samhälle är Innsbruck, 7,5 km öster om Höchenberg. 
I omgivningarna runt Höchenberg växer i huvudsak blandskog.